# شيريوتشي
شيريوتشي  هي بلدية في اليابان، وبلدة في اليابان، تقع في مقاطعة كاميسو، بلغ عدد سكانها 4,390  نسمة وذلك حسب إحصائيات سنة 2018، تبلغ مساحتها 196.67 كيلومتر مربع، رمزها البريدي هو 049-1103.